# Charalá
Charalá là một khu tự quản thuộc tỉnh Santander, Colombia. Thủ phủ của khu tự quản Charalá đóng tại Charalá Khu tự quản Charalá có diện tích 411 ki lô mét vuông. Đến thời điểm ngày 28 tháng 5 năm 2005, khu tự quản Charalá có dân số 12243 người.